# Saint-Sébastien-d'Aigrefeuille
Pour les articles homonymes, voir Saint-Sébastien et Aigrefeuille.
Saint-Sébastien-d’Aigrefeuille (Sent Sebastian d'Agrifuèlh en occitan) est une commune française située dans le nord du département du Gard, en région Occitanie.
Exposée à un climat méditerranéen, elle est drainée par l'Alzon, l'Amous et par un autre cours d'eau. Incluse dans les Cévennes, la commune possède un patrimoine naturel remarquable composé de deux zones naturelles d'intérêt écologique, faunistique et floristique.
Saint-Sébastien-d'Aigrefeuille est une commune rurale qui compte 510 habitants en 2022, après avoir connu une forte hausse de la population depuis 1968.  Elle fait partie de l'aire d'attraction d'Alès. Ses habitants sont appelés les Agrifoliens ou  Agrifoliennes.

## Géographie

### Climat
Pour des articles plus généraux, voir Climat de l'Occitanie et Climat du Gard.
En 2010, le climat de la commune est de type climat méditerranéen franc, selon une étude s'appuyant sur une série de données couvrant la période 1971-2000. En 2020, Météo-France publie une typologie des climats de la France métropolitaine dans laquelle la commune est dans une zone de transition entre le climat de montagne et le climat méditerranéen et est dans la région climatique Provence, Languedoc-Roussillon, caractérisée par une pluviométrie faible en été, un très bon ensoleillement (2 600 h/an), un été chaud (21,5 °C), un air très sec en été, sec en toutes saisons, des vents forts (fréquence de 40 à 50 % de vents > 5 m/s) et peu de brouillards.
Pour la période 1971-2000, la température annuelle moyenne est de 13,2 °C, avec une amplitude thermique annuelle de 17 °C. Le cumul annuel moyen de précipitations est de 1 198 mm, avec 7,6 jours de précipitations en janvier et 3,8 jours en juillet. Pour la période 1991-2020, la température moyenne annuelle observée sur la station météorologique la plus proche, située sur la commune de Générargues à 3 km à vol d'oiseau, est de 14,2 °C et le cumul annuel moyen de précipitations est de 1 239,7 mm,. Pour l'avenir, les paramètres climatiques de la commune estimés pour 2050 selon différents scénarios d’émission de gaz à effet de serre sont consultables sur un site dédié publié par Météo-France en novembre 2022.

### Milieux naturels et biodiversité

#### Espaces protégés
La protection réglementaire est le mode d’intervention le plus fort pour préserver des espaces naturels remarquables et leur biodiversité associée,.
Dans ce cadre, la commune fait partie de l'aire d'adhésion du Parc national des Cévennes. Ce  parc national, créé en 1967, est un territoire de moyenne montagne formé de cinq entités géographiques : le massif de l'Aigoual, le causse Méjean avec les gorges du Tarn et de la Jonte, le mont Lozère, les vallées cévenoles ainsi que le piémont cévenol.
La commune fait partie de la zone de transition des Cévennes, un territoire d'une superficie de 116 032 ha reconnu réserve de biosphère par l'UNESCO en 1985 pour la mosaïque de milieux naturels qui la composent et qui abritent une biodiversité exceptionnelle, avec 2 400 espèces animales, 2 300 espèces de plantes à fleurs et de fougères, auxquelles s’ajoutent d’innombrables mousses, lichens, champignons,.

#### Zones naturelles d'intérêt écologique, faunistique et floristique
L’inventaire des zones naturelles d'intérêt écologique, faunistique et floristique (ZNIEFF) a pour objectif de réaliser une couverture des zones les plus intéressantes sur le plan écologique, essentiellement dans la perspective d’améliorer la connaissance du patrimoine naturel national et de fournir aux différents décideurs un outil d’aide à la prise en compte de l’environnement dans l’aménagement du territoire.
Une ZNIEFF de type 1 est recensée sur la commune :
les « vallons autour du ruisseau de Roquefeuil » (2 146 ha), couvrant 3 communes du département et une ZNIEFF de type 2, : 
les « Hautes vallées des Gardons » (73 898 ha), couvrant 48 communes dont 27 dans le Gard et 21 dans la Lozère.

Carte des ZNIEFF de type 1 et 2 à Saint-Sébastien-d'Aigrefeuille.
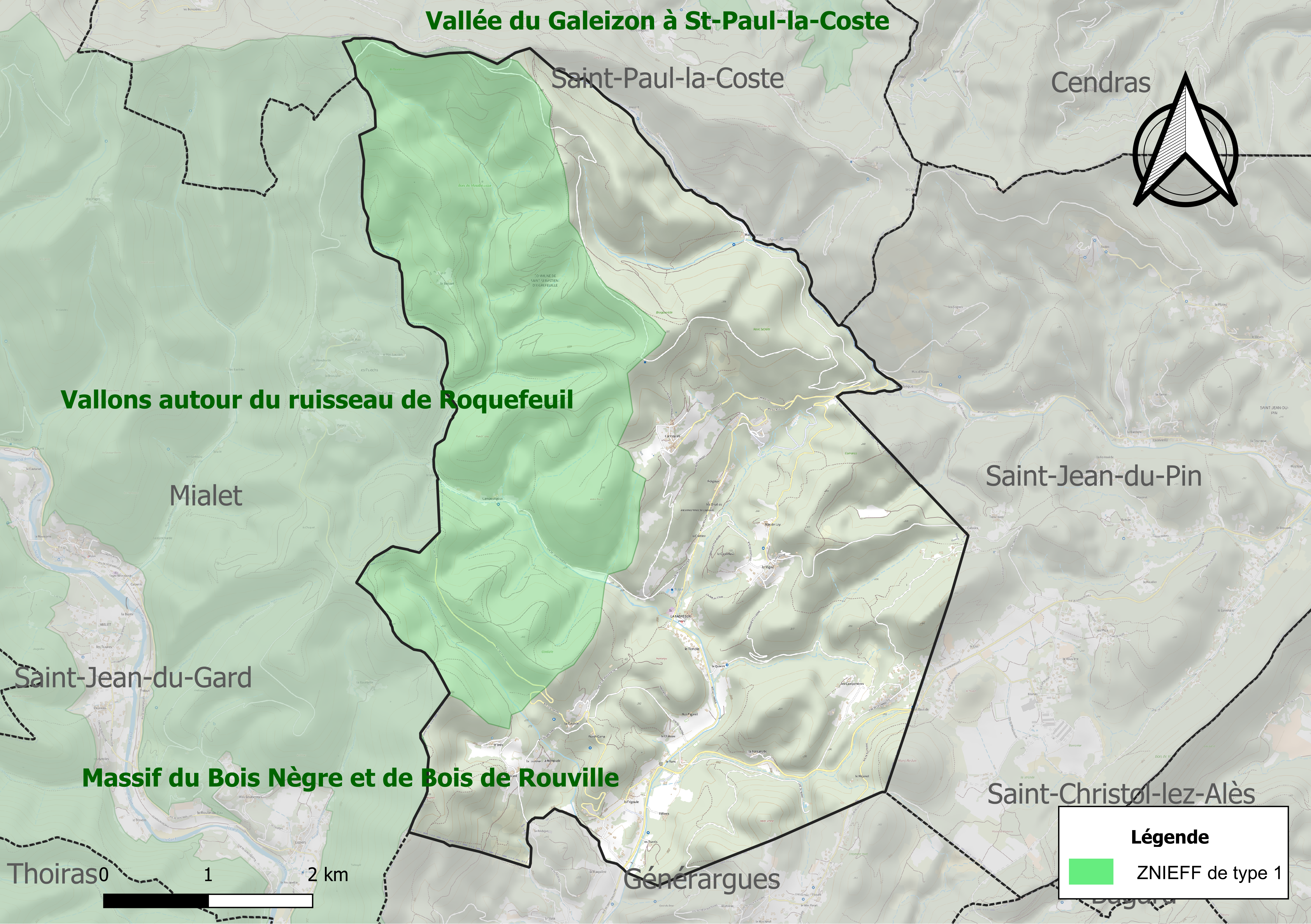
Carte de la ZNIEFF de type 1 sur la commune.
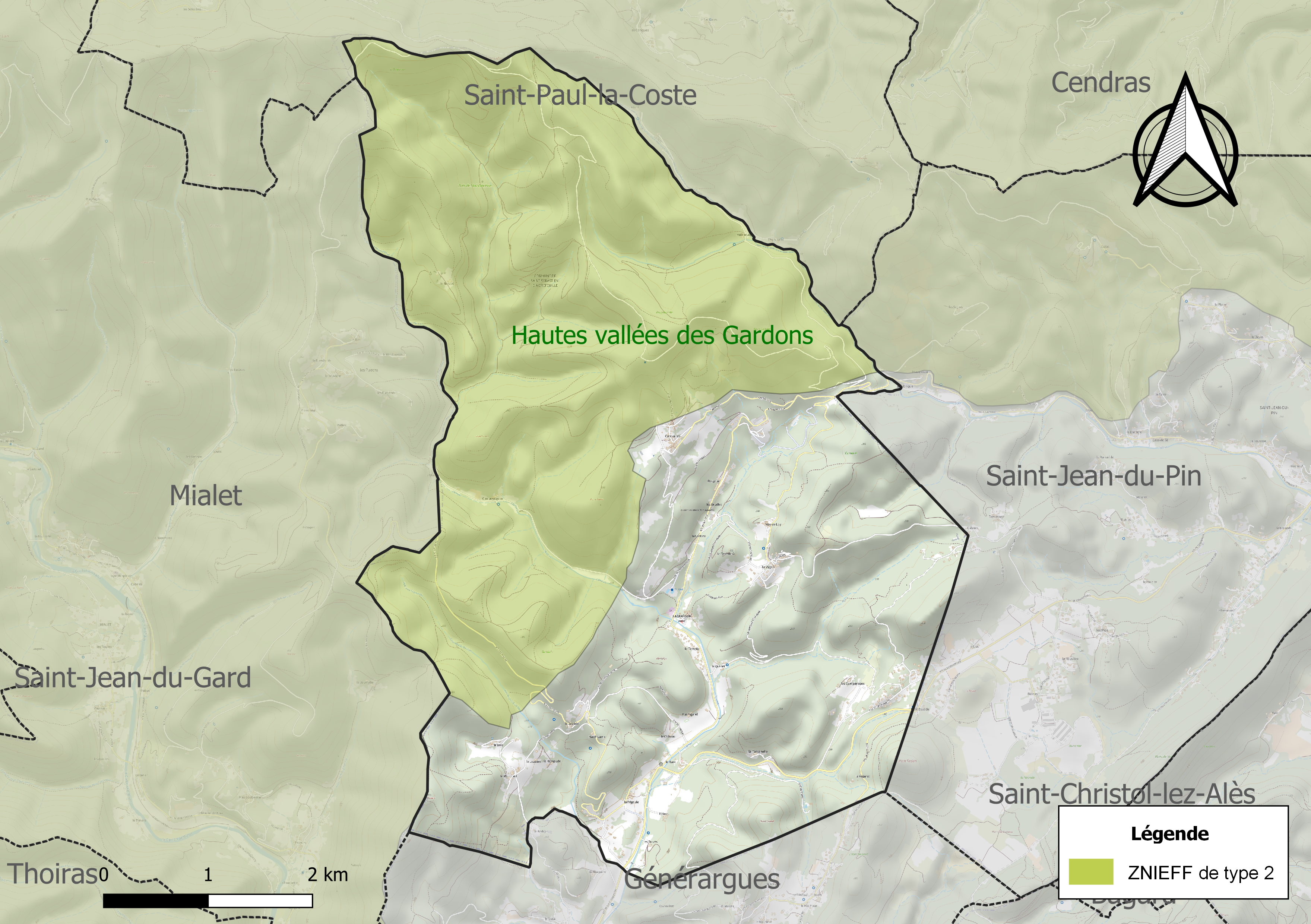
Carte de la ZNIEFF de type 2 sur la commune.

## Urbanisme

### Typologie
Au 1er janvier 2024, Saint-Sébastien-d'Aigrefeuille est catégorisée commune rurale à habitat dispersé, selon la nouvelle grille communale de densité à sept niveaux définie par l'Insee en 2022.
Elle est située hors unité urbaine. Par ailleurs la commune fait partie de l'aire d'attraction d'Alès, dont elle est une commune de la couronne,. Cette aire, qui regroupe 64 communes, est catégorisée dans les aires de 50 000 à moins de 200 000 habitants,.

### Occupation des sols
L'occupation des sols de la commune, telle qu'elle ressort de la base de données européenne d’occupation biophysique des sols Corine Land Cover (CLC), est marquée par l'importance des forêts et milieux semi-naturels (94,6 % en 2018), en augmentation par rapport à 1990 (91,3 %). La répartition détaillée en 2018 est la suivante : 
forêts (92,8 %), zones agricoles hétérogènes (4,5 %), espaces ouverts, sans ou avec peu de végétation (1,8 %), zones urbanisées (0,8 %). L'évolution de l’occupation des sols de la commune et de ses infrastructures peut être observée sur les différentes représentations cartographiques du territoire : la carte de Cassini (XVIIIe siècle), la carte d'état-major (1820-1866) et les cartes ou photos aériennes de l'IGN pour la période actuelle (1950 à aujourd'hui).

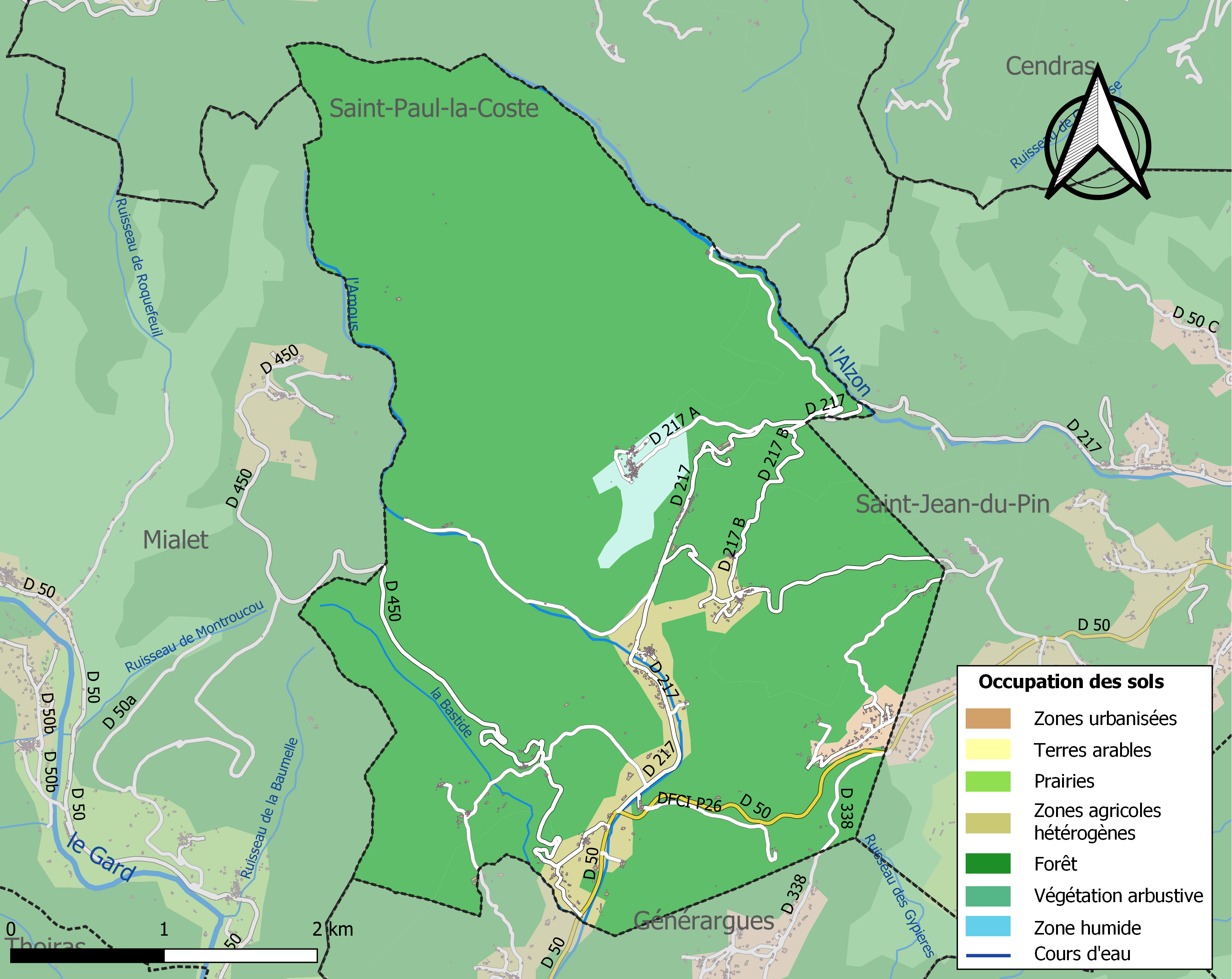
Carte des infrastructures et de l'occupation des sols de la commune en 2018 (CLC).

### Risques majeurs
Le territoire de la commune de Saint-Sébastien-d'Aigrefeuille est vulnérable à différents aléas naturels : météorologiques (tempête, orage, neige, grand froid, canicule ou sécheresse), inondations, feux de forêts, mouvements de terrains et séisme (sismicité faible). Un site publié par le BRGM permet d'évaluer simplement et rapidement les risques d'un bien localisé soit par son adresse soit par le numéro de sa parcelle.
Certaines parties du territoire communal sont susceptibles d’être affectées par le risque d’inondation par débordement de cours d'eau et par une crue torrentielle ou à montée rapide de cours d'eau, notamment l'Alzon. La commune a été reconnue en état de catastrophe naturelle au titre des dommages causés par les inondations et coulées de boue survenues en 1982, 1987, 1995, 1998, 2002, 2008 et 2014,.

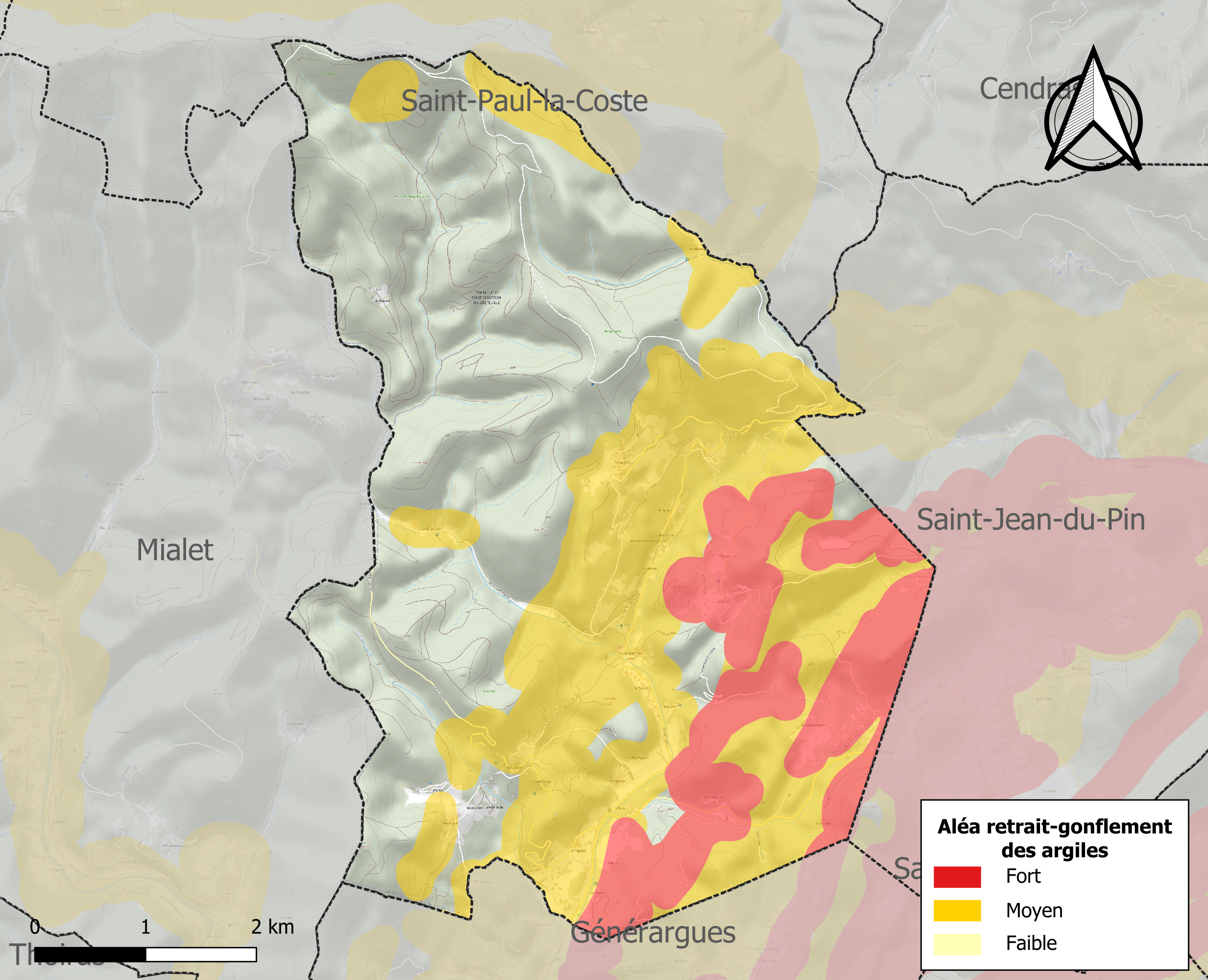
Carte des zones d'aléa retrait-gonflement des sols argileux de Saint-Sébastien-d'Aigrefeuille.

La commune est vulnérable au risque de mouvements de terrains constitué principalement du retrait-gonflement des sols argileux. Cet aléa est susceptible d'engendrer des dommages importants aux bâtiments en cas d’alternance de périodes de sécheresse et de pluie. 50,7 % de la superficie communale est en aléa moyen ou fort (67,5 % au niveau départemental et 48,5 % au niveau national). Sur les 274 bâtiments dénombrés sur la commune en 2019, 258 sont en aléa moyen ou fort, soit 94 %, à comparer aux 90 % au niveau départemental et 54 % au niveau national. Une cartographie de l'exposition du territoire national au retrait gonflement des sols argileux est disponible sur le site du BRGM,.
Par ailleurs, afin de mieux appréhender le risque d’affaissement de terrain, l'inventaire national des cavités souterraines permet de localiser celles situées sur la commune.

## Toponymie
Avant la Révolution française, la paroisse porte déjà son nom actuel de Saint-Sébastien-d'Aigrefeuille, comme le montre la carte de Cassini. Durant la Révolution française, la commune porte provisoirement les noms de Sébastien-la-Montagne et de Sébastien-Montagneux. Après la révolution, elle prend le nom de Saint-Sébastien. C'est en 1976 que la commune retrouve le nom de Saint-Sébastien-d’Aigrefeuille.
Aigrefeuille : Forme féminine, sans doute issue du pluriel acrifolia issu du bas latin acrifolium (cf. italien agrifoglio, houx), a vu sa finale se confondre avec le produit de folia, pluriel de folium, « feuille », et subit cette influence dans la francisation du toponyme. L'ancien occitan agrefól, mod. grefuèlh signifie précisément houx. Le nom d'aigrefeulle pour « houx » existe aussi sous cette forme à l'extrême sud du domaine d'oïl, mais est inconnu au nord, où seul prévaut le nom d'origine germanique : houx.
Le nom d'Aigrefeuille est à l'origine donné à un hameau situé entre La Fabrègue et La Vigne, visible sur la carte de Cassini (vers 1750).
Il y a deux hypothèses concernant la référence à Saint-Sébastien, martyr natif de Narbonne. La première est l'analogie entre les piquants du houx et les flèches que reçut le saint martyr lors de son supplice. La seconde hypothèse est la réputation de Saint-Sébastien à protéger de la peste. Les Cévennes furent durement touchées par la peste noire en 1348, conduisant la population à invoquer le saint.
Le nom de Saint-Sébastien avait été donné au hameau où se situe le château, en face du Temple protestant du Ranc, comme on peut le voir sur la carte de Cassini.

## Héraldique
| Blason de Saint-Sébastien-d'Aigrefeuille | D’azur à saint Sébastien de carnation, ceinturé d’une étoffe d’argent, attaché à un arbre arraché d’or mouvant du chef, percé de cinq flèches aussi d’argent. |

## Politique et administration
| Période                                  | Période | Identité      | Étiquette | Qualité |
| ---------------------------------------- | ------- | ------------- | --------- | --- |
| 2001                                     | 2008    | Augusta Bargy | DVG       | |
| mars 2008                                | 2016    | Alain Béaud   | PS        | Retraité Fonction publique Président de la Communauté de communes, président de l'Association des maires ruraux du Gard |
| Les données manquantes sont à compléter. |         |               |           | |

- depuis 2016 : Guy Manifacier

## Démographie
L'évolution du nombre d'habitants est connue à travers les recensements de la population effectués dans la commune depuis 1793. Pour les communes de moins de 10 000 habitants, une enquête de recensement portant sur toute la population est réalisée tous les cinq ans, les populations de référence des années intermédiaires étant quant à elles estimées par interpolation ou extrapolation. Pour la commune, le premier recensement exhaustif entrant dans le cadre du nouveau dispositif a été réalisé en 2007.

En 2022, la commune comptait 510 habitants, en évolution de −0,39 % par rapport à 2016 (Gard : +2,97 %, France hors Mayotte : +2,11 %).
| 1793 | 1800 | 1806 | 1821 | 1831 | 1836 | 1841 | 1846 | 1851 |
| ---- | ---- | ---- | ---- | ---- | ---- | ---- | ---- | ---- |
| 458  | 470  | 436  | 450  | 442  | 483  | 470  | 491  | 522  |

| 1856 | 1861 | 1866 | 1872 | 1876 | 1881 | 1886 | 1891 | 1896 |
| ---- | ---- | ---- | ---- | ---- | ---- | ---- | ---- | ---- |
| 647  | 633  | 636  | 620  | 536  | 510  | 514  | 491  | 417  |

| 1901 | 1906 | 1911 | 1921 | 1926 | 1931 | 1936 | 1946 | 1954 |
| ---- | ---- | ---- | ---- | ---- | ---- | ---- | ---- | ---- |
| 411  | 406  | 462  | 333  | 286  | 282  | 257  | 236  | 223  |

| 1962 | 1968 | 1975 | 1982 | 1990 | 1999 | 2006 | 2007 | 2012 |
| ---- | ---- | ---- | ---- | ---- | ---- | ---- | ---- | ---- |
| 368  | 173  | 228  | 270  | 357  | 434  | 486  | 494  | 529  |

| 2017 | 2022 | - | - | - | - | - | - | - |
| ---- | ---- | - | - | - | - | - | - | - |
| 500  | 510  | - | - | - | - | - | - | - |

## Économie

### Revenus
En 2018  (données Insee publiées en septembre 2021), la commune compte 212 ménages fiscaux, regroupant 454 personnes. La médiane du revenu disponible par unité de consommation est de 20 520 € (20 020 € dans le département).

### Emploi
|                | 2008   | 2013   | 2018   |
| -------------- | ------ | ------ | ------ |
| Commune        | 11,2 % | 10,1 % | 11,1 % |
| Département    | 10,6 % | 12 %   | 12 %   |
| France entière | 8,3 %  | 10 %   | 10 %   |

En 2018, la population âgée de 15 à 64 ans s'élève à 307 personnes, parmi lesquelles on compte 71,6 % d'actifs (60,6 % ayant un emploi et 11,1 % de chômeurs) et 28,4 % d'inactifs,. En  2018, le taux de chômage communal (au sens du recensement) des 15-64 ans est inférieur à celui du département, mais supérieur à celui de la France, alors qu'en 2008 il était supérieur à celui du département.
La commune fait partie de la couronne de l'aire d'attraction d'Alès, du fait qu'au moins 15 % des actifs travaillent dans le pôle,. Elle compte 69 emplois en 2018, contre 53 en 2013 et 37 en 2008. Le nombre d'actifs ayant un emploi résidant dans la commune est de 191, soit un indicateur de concentration d'emploi de 35,9 % et un taux d'activité parmi les 15 ans ou plus de 52,8 %.
Sur ces 191 actifs de 15 ans ou plus ayant un emploi, 54 travaillent dans la commune, soit 28 % des habitants. Pour se rendre au travail, 85,4 % des habitants utilisent un véhicule personnel ou de fonction à quatre roues, 3,1 % les transports en commun, 3,1 % s'y rendent en deux-roues, à vélo ou à pied et 8,4 % n'ont pas besoin de transport (travail au domicile).

### Activités hors agriculture
42 établissements sont implantés  à Saint-Sébastien-d'Aigrefeuille au 31 décembre 2019. Le tableau ci-dessous en détaille le nombre par secteur d'activité et compare les ratios avec ceux du département,.
| Secteur d'activité                                                                                        | Commune | Commune | Département |
| Secteur d'activité                                                                                        | Nombre  | %       | %           |
| --- | ------- | ------- | ----------- |
| Ensemble                                                                                                  | 42      |         |             |
| Industrie manufacturière, industries extractives et autres                                                | 5       | 11,9 %  | (7,9 %)     |
| Construction                                                                                              | 14      | 33,3 %  | (15,5 %)    |
| Commerce de gros et de détail, transports, hébergement et restauration                                    | 9       | 21,4 %  | (30 %)      |
| Activités immobilières                                                                                    | 1       | 2,4 %   | (4,1 %)     |
| Activités spécialisées, scientifiques et techniques et activités de services administratifs et de soutien | 8       | 19 %    | (14,9 %)    |
| Administration publique, enseignement, santé humaine et action sociale                                    | 2       | 4,8 %   | (13,5 %)    |
| Autres activités de services                                                                              | 3       | 7,1 %   | (8,8 %)     |

Le secteur de la construction est prépondérant sur la commune puisqu'il représente 33,3 % du nombre total d'établissements de la commune (14 sur les 42 entreprises implantées  à Saint-Sébastien-d'Aigrefeuille), contre 15,5 % au niveau départemental.

### Agriculture
|               | 1988 | 2000 | 2010 | 2020 |
| ------------- | ---- | ---- | ---- | ---- |
| Exploitations | 5    | 5    | 2    | 2    |
| SAU (ha)      | 17   | 54   | 4    | 9    |

La commune est dans les Cévennes, une petite région agricole occupant l'ouest du département du Gard. En 2020, l'orientation technico-économique de l'agriculture  sur la commune est la polyculture et/ou le polyélevage. Deux exploitations agricoles ayant leur siège dans la commune sont dénombrées lors du recensement agricole de 2020 (cinq en 1988). La superficie agricole utilisée est de 9 ha,,.

## Culture locale et patrimoine

### Lieux et monuments
- Temple protestant du Ranc.
- Chapelle de la mine de plomb argentifère Carnoulès.

### Personnalités liées à la commune
- Fernand Valat (1896-1944), homme politique décédé dans la commune.
- Bary Isaac (2000-), journaliste